# 1994 TF15
1994 TF15 är en asteroid i huvudbältet som upptäcktes den 13 oktober 1994 av den japanska astronomen Satoru Otomo i Kiyosato.
Asteroiden har en diameter på ungefär 4 kilometer.